# Daniela Gómez
Daniela Gómez (* 24. August 1993) ist eine argentinische Leichtathletin, die sich auf den Hammerwurf spezialisiert hat.

## Sportliche Laufbahn
Erste internationale Erfahrungen sammelte Daniela Gómez im Jahr 2010, als sie bei den Jugendsüdamerikameisterschaften in Santiago de Chile mit einer Weite von 46,61 m die Bronzemedaille gewann. Im Jahr darauf belegte sie bei den Panamerikanischen Juniorenmeisterschaften in Miramar mit 52,33 m den vierten Platz und siegte anschließend mit 54,49 m bei den Juniorensüdamerikameisterschaften in Medellín. Zudem erreichte sie bei den Südamerikameisterschaften in Buenos Aires mit 51,42 m den zehnten Platz. 2012 brachte sie bei den Juniorenweltmeisterschaften in Barcelona in der Qualifikation keinen gültigen Wurf zustande und anschließend erreichte sie bei den U23-Südamerikameisterschaften in São Paulo mit 56,55 m Rang fünf, wie auch bei den U23-Südamerikameisterschaften 2014 in Montevideo mit 54,30 m. 2017 nahm sie an der Sommer-Universiade in Taipeh teil und schied dort mit 50,54 m in der Qualifikation aus. 2019 klassierte sie sich bei den Südamerikameisterschaften in Lima mit 60,69 m auf dem siebten Platz und 2021 wurde sie bei den Südamerikameisterschaften in Guayaquil mit 59,59 m Sechste. 2023 gelangte sie bei den Südamerikameisterschaften in São Paulo mit 62,36 m auf Rang fünf und wurde dann bei den Panamerikanischen Spielen in Santiago de Chile mit 60,26 m Siebte.
In den Jahren 2013 und 2023 wurde Gómez argentinische Meisterin im Hammerwurf.